# جوی ری (دونده)
جوی ری (انگلیسی: Joie Ray; ۱۳ آوریل ۱۸۹۴ – ۱۵ مهٔ ۱۹۷۸) ورزشکار دو و میدانی، و دونده ماراتن اهل ایالات متحده آمریکا بود.